# Метеора
39°42′51″ пн. ш. 21°37′37″ сх. д. / 39.71417° пн. ш. 21.62694° сх. д.
Мете́ора — комплекс монастирів, другий за розміром після Афону, розташований на вершинах скель Фессалії, на півночі Греції, поблизу містечка Кастракі, ном Трикала. Всесвітньо відома Метеора також як геологічний феномен.
Скелі Метеори з'явились близько 60 млн років тому, коли замість рівнини у цій місцині було прадавнє море. Під дією геологічної сили води, вітру, під впливом перепадів температур поступово утворювались кремезні кам'яні «стовпи», що ніби зависли у повітрі. Власне, з грецької «грец. μετέωρα» перекладається як «ті, що ширяють у повітрі».

## Історія

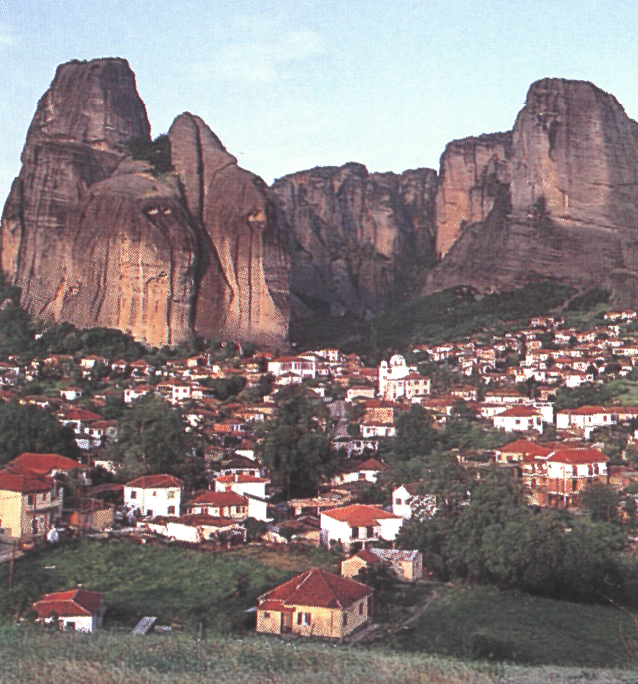
Селище Кастракі, що виросло біля підніжжя скель Метеори

Досі не встановлено, коли саме з'явились перші аскети на Метеорі. Вважають, що перші прибульці облаштувалися на скелі Святого Стефана у XII столітті. Але перша спроба об'єднати монастирі належала монаху Нілу, який у XIV столітті поєднав ченців, що усамітнено жили у печерах скель навколо скиту Дуп'яні. Єдине, що збереглось від монастиря, — це маленький храм Матері Дуп'яні, на північ від Кастракі, навпроти монастиря Святого Миколая.
Колись на Метеорі було більше 20 монастирів, більшість яких виникла у XIV ст. Інколи засновниками ставали лише двоє, разом несли тягар самотності та віри, разом планували життя та утримували монастирі: як брати Максим та Іосаф — засновники монастиря Русану, Нектарис та Феофаніс — монастиря Варлаама, Афанасій Метеорський та старець Григорій Синаїт, що разом покинули Святий Афон та облаштувались на Метеорі.
У XV ст. монастирі занепали у зв'язку із захопленням Фессалії Османською Туреччиною (1393 р.), падінням та остаточним розпадом Візантійської імперії. Тільки наприкінці останньої чверті XV ст. розпочався підйом, що відзначився утворенням монастиря Святої Трійці (1475—1476) та іконописом Великих Метеор (1483). Цей підйом був початком справжнього розквіту в наступному столітті. Утворювались все нові й нові монастирі, все ошатнішим ставав іконопис та ризниці.
Під час турецького панування у Фесалії (1383—1881 рр.) метеорські монастирі були місцем порятунку для багатьох православних християн. На початку ХІХ ст. нашестя війська Алі-Паші було катастрофою для Метеори.
На сьогодні відновлено 6 монастирів Метеори, збережено більшу частину іконопису. У 1988 році ЮНЕСКО занесла Метеору до Каталогу пам'яток світового спадку як природне надбання виключного просвітницького значення.
23 березня 2010 року Міністерство культури і туризму Греції офіційно повідомило про знахідку в печері Теопетра Метеорських скель штучної стіни, вік якої оцінюється приблизно 23 тисячами років.

## Перелік монастирів
У цьому списку шрифтом виділено нині діючі обителі.
| 1. Архангелів; 2. Вериг Апостола Петра; 3. Вседержителя; 4. Іоана Бунильського; 5. Іоана Предтечи; 6. Іпсилотерас (Калліграфів); 7. Калістрата; 8. Міканської Богоматері; 9. Мега́ла Мете́ора (Великий Мете́ор, чи Преображенський); 10. Русану, нині Святої Варвари (жіночий); 11. Святого Антонія; 12. Святого Варлаама; | 1. Святого Георгія Манділаса; 2. Святого Григорія; 3. Святого Димитрія; 4. Святого Модеста; 5. Богородиці; 6. Святого Миколи (Кофіна); 7. Святого Миколая Анапавсаса; 8. Святого Стефана (жіночий); 9. Святої Трійці; 10. Святих Апостолів; 11. Святих Феодор; 12. Стрітення. |

Усі обителі відкриті для відвідування з 9 ранку до 17 години.

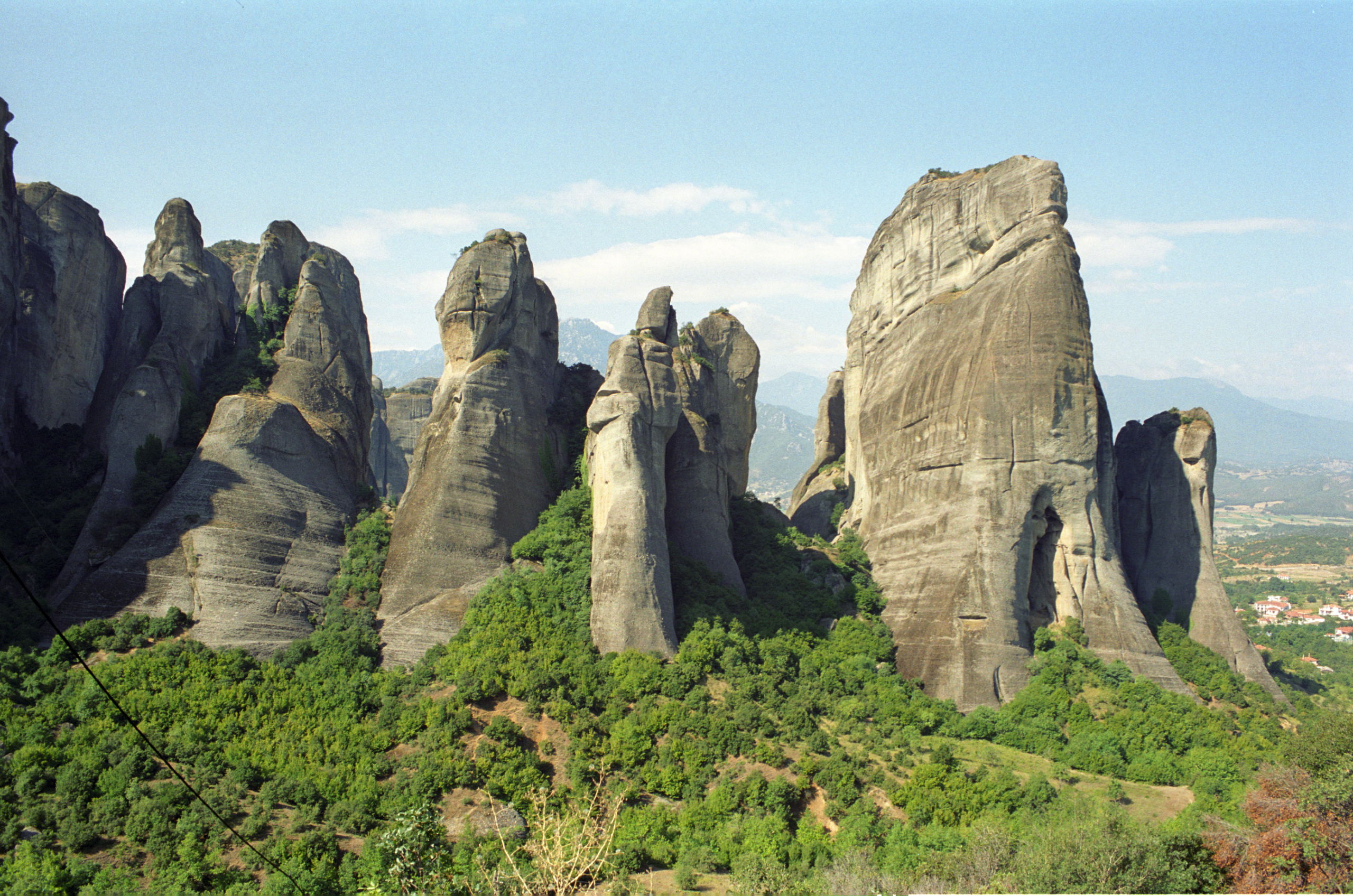
Скелі Метеори, Фессалія
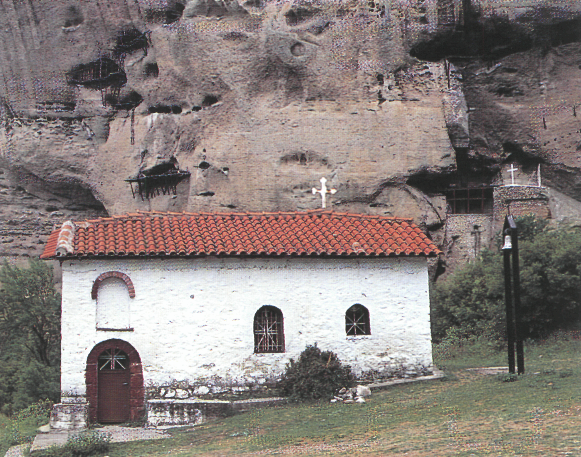
Маленький храм Дуп'яні́ — все, що лишилось від скита, заснованого монахом Нілом у 14 ст.
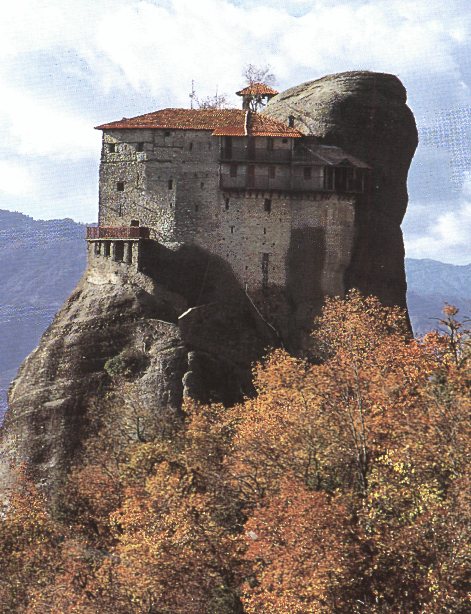
Монастир Святого Миколая Анапавсаса
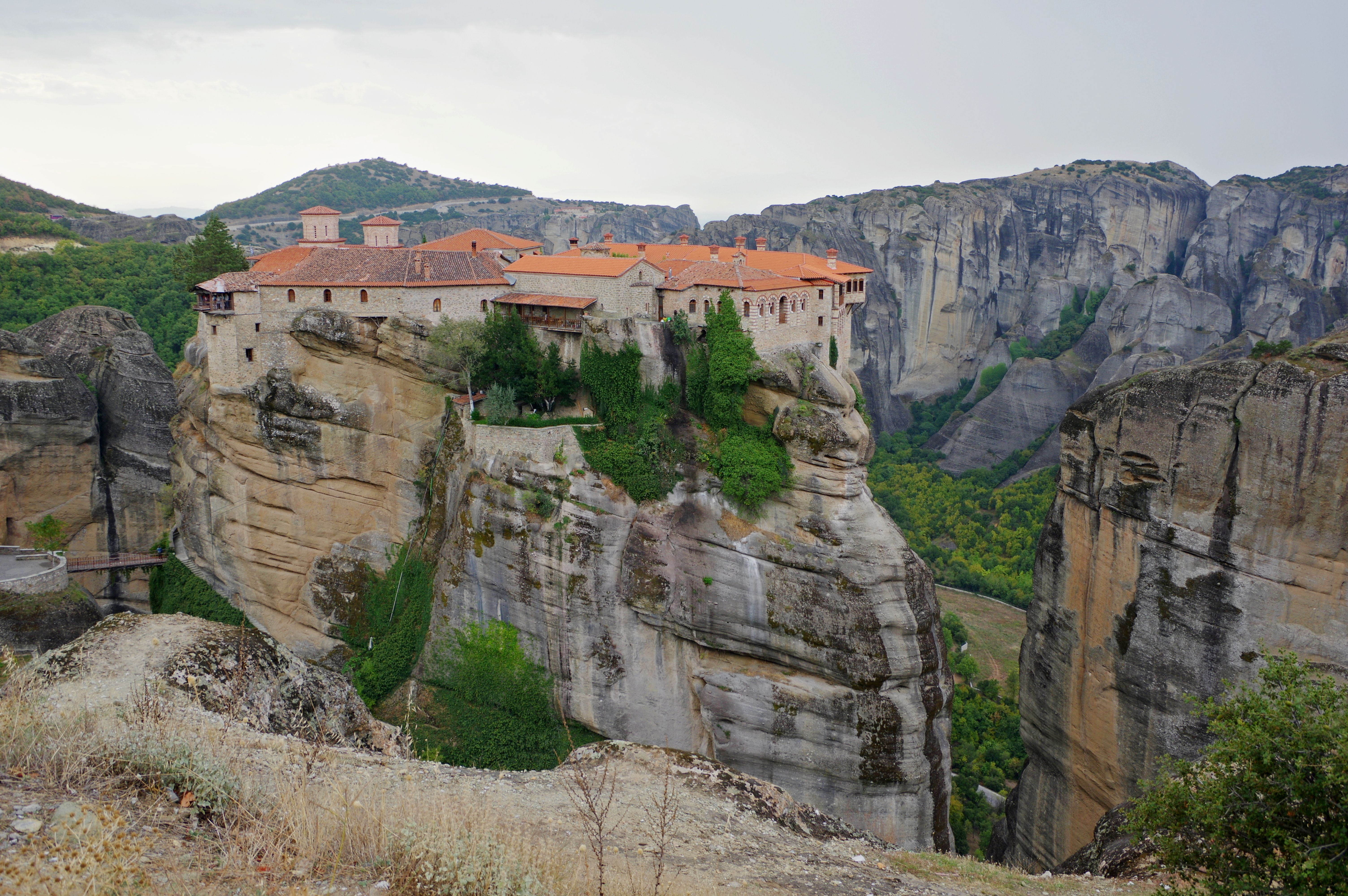
Монастир Святого Варлаама
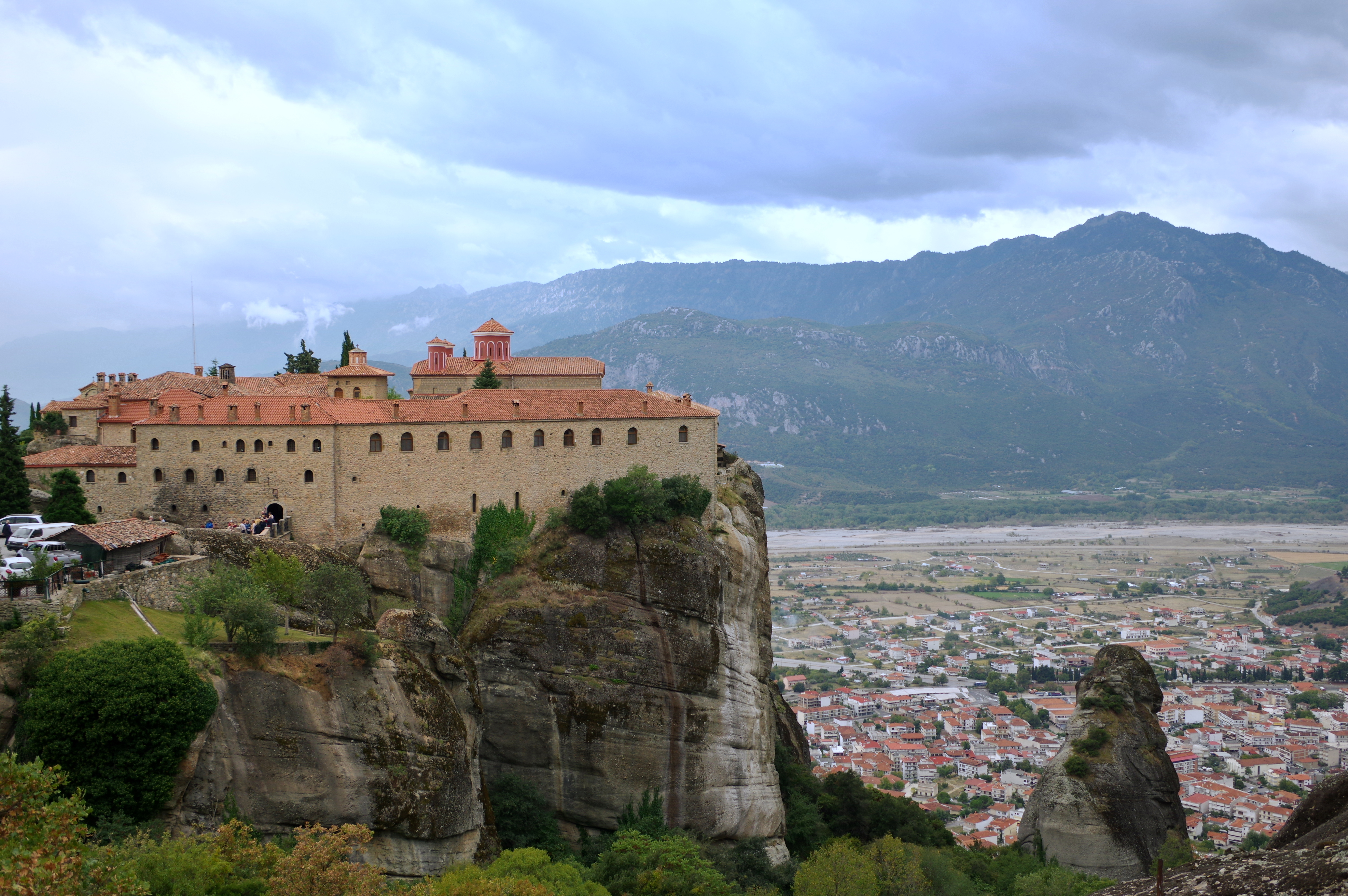
Монастир Святого Стефана
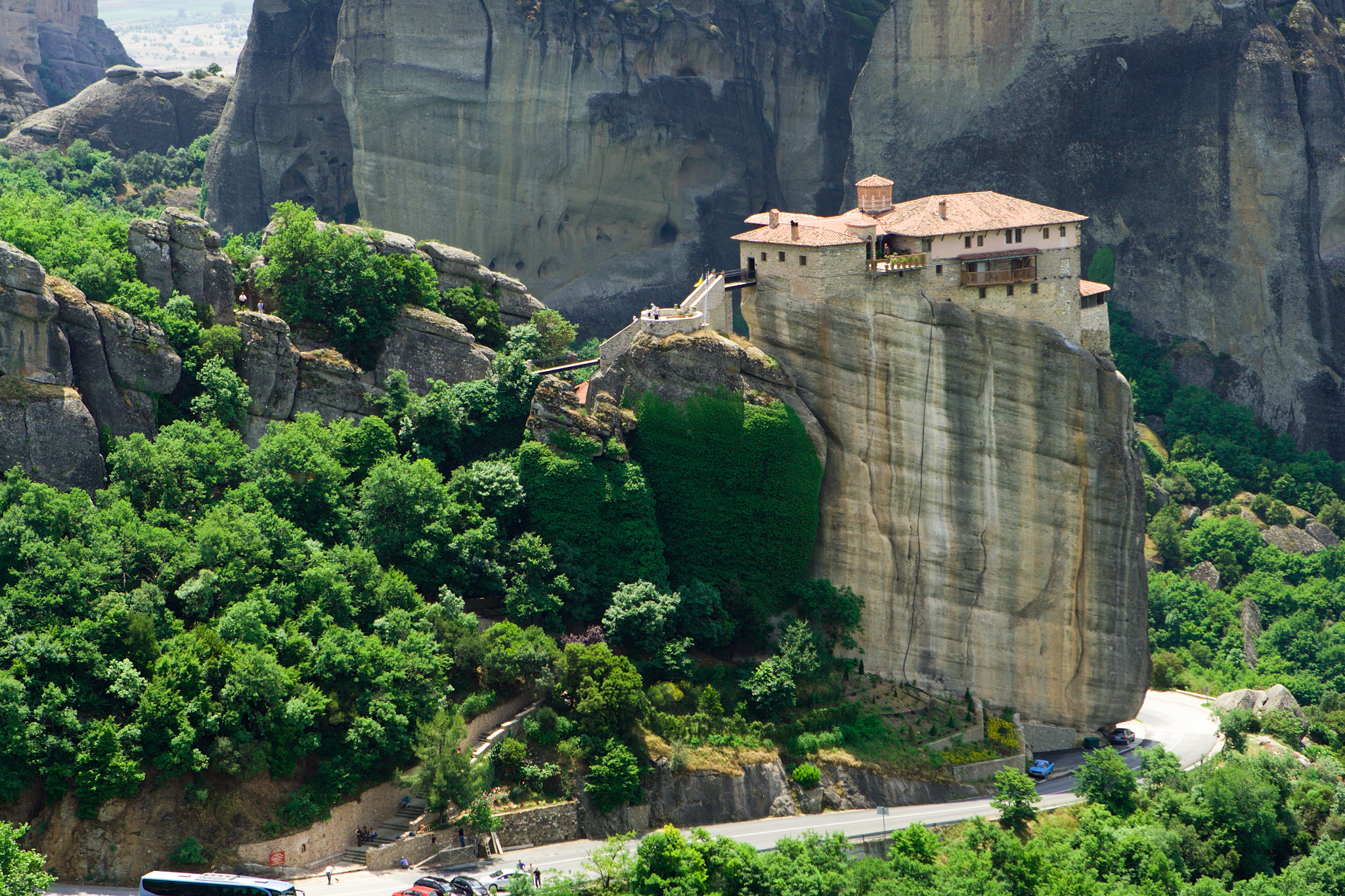
Монастир Русану
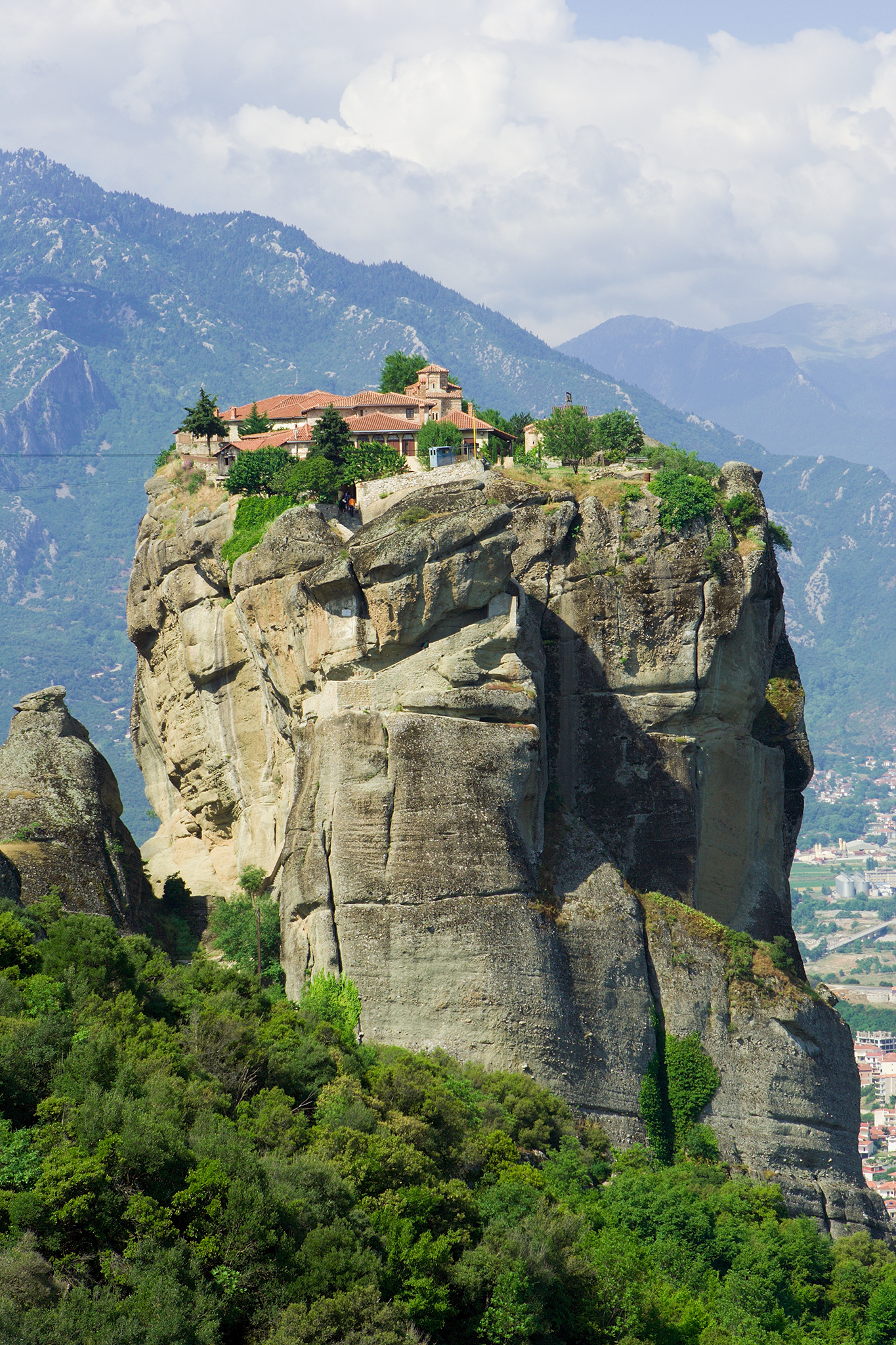
Монастир Святої Трійці
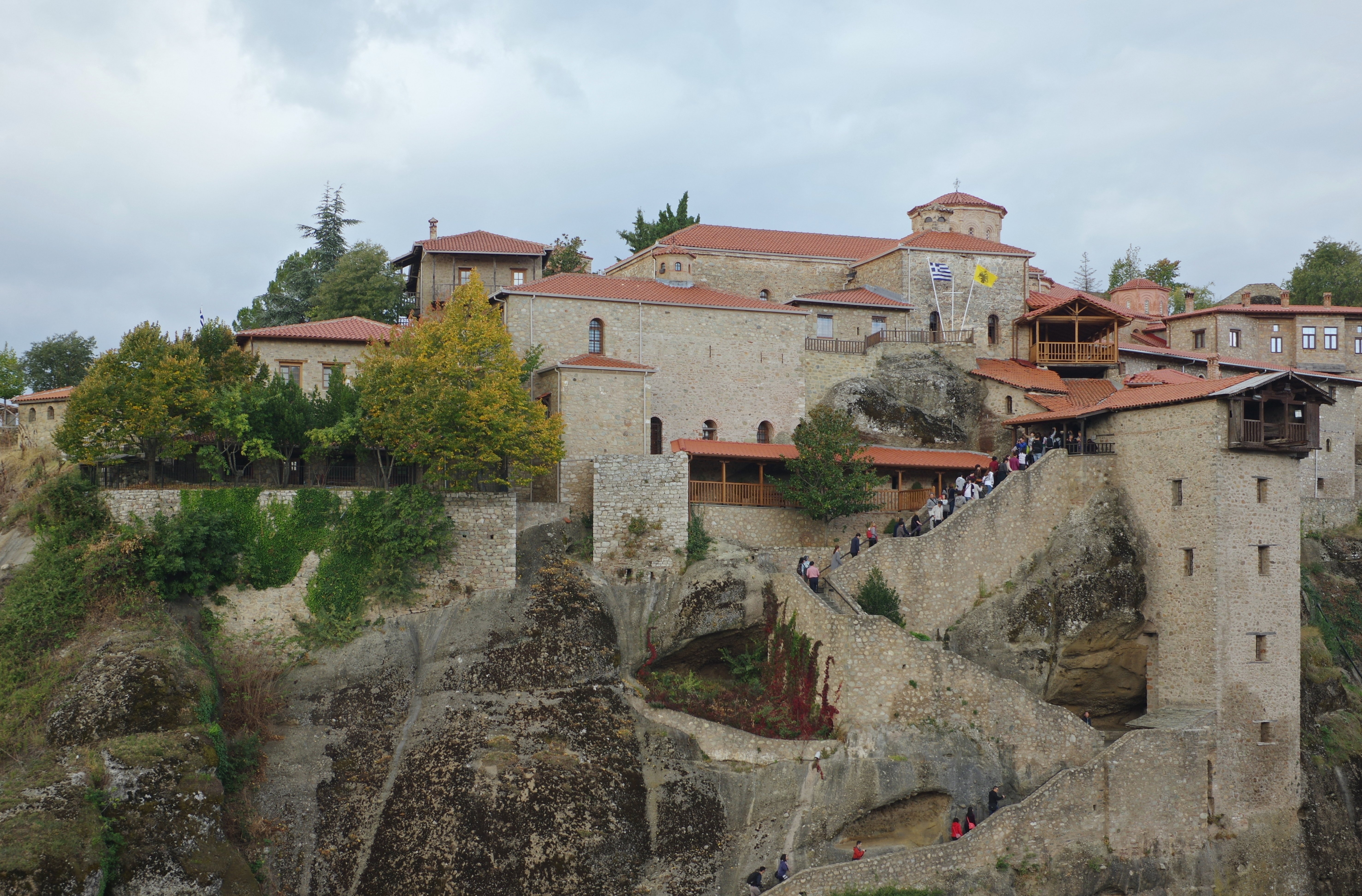
Мегала Метеора
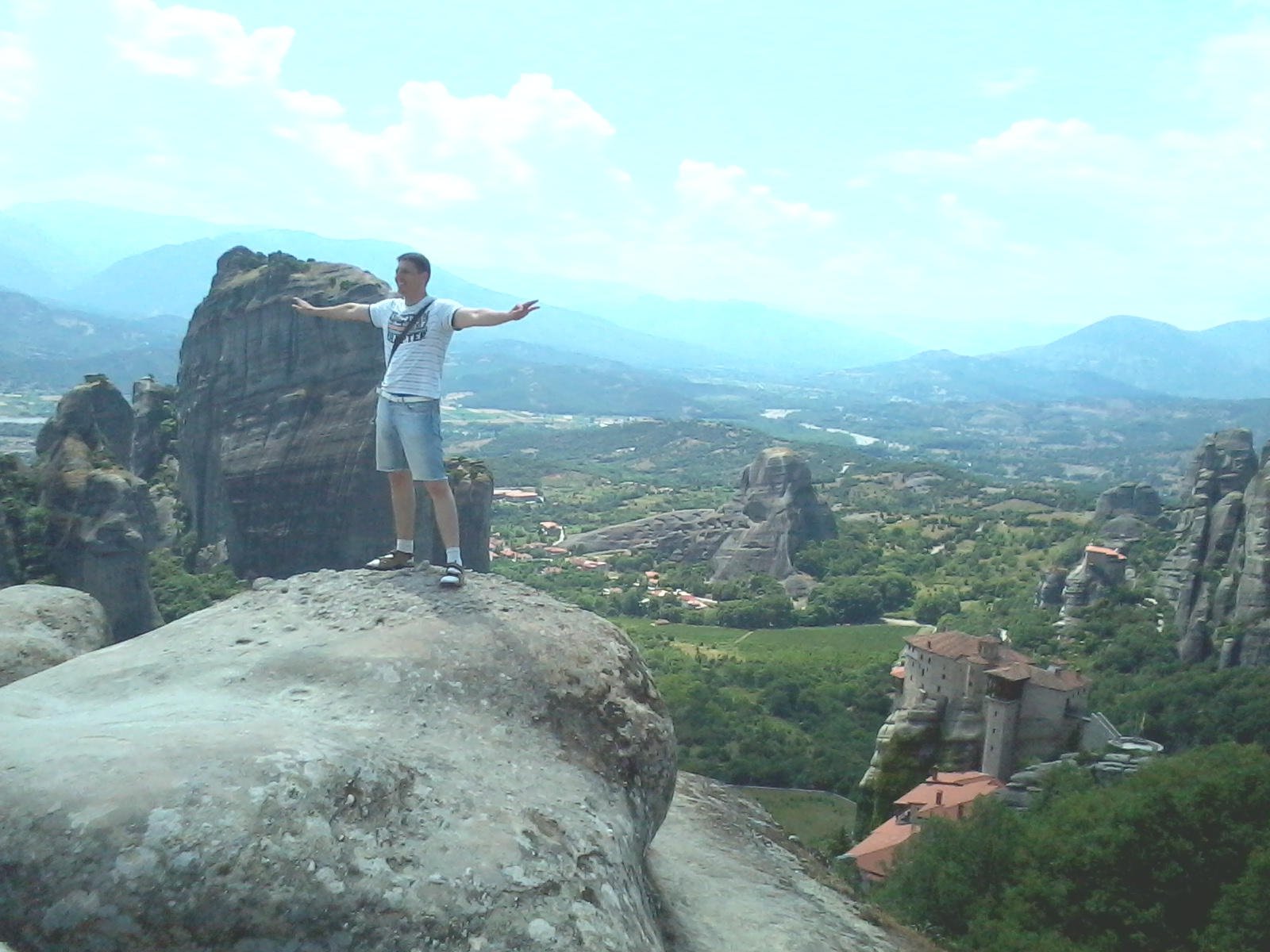
Вид на Метеорі.

## Святі метеоринці
Серед канонізованих православних святих також є і метеоринці:
- Афанасій Метеорський
- Іоасаф Метеорит
- Миколай Вунені;
- Ахіллей Лариси;
- Климент Ахрида;
- Давид Солунський.